# Ilona-völgyi-vízesés
Az Ilona-völgyi-vízesés Magyarország legnagyobb szintkülönbségű természetes zuhataga, a mesterségesen kialakítottak közül pedig csak a Lillafüredi-vízesés magasabb nála. A Mátrában találjuk, Parádfürdőtől körülbelül 5 kilométerre délkeletre.
Az Ilona-patak vize az Ilona-völgy függőleges sziklafalának V alakú felső hasadékából vékony sugárban zúdul alá 10 méteres magasságból.

## Megközelíthetősége
Parádfürdőig busszal, onnan a zöld, majd a zöld kör turistajelzésen gyalogosan.

## Tanösvény
6,5 km hosszú tanösvény a Mátra hegység keleti részén elhelyezkedő Ilona-völgy földtani érdekességeit mutatja be. A Mátra ezen részén lévő hegyek mintegy 40 millió évvel ezelőtt az eocén korban lezajlott vulkáni működés során keletkeztek. A vulkáni kőzetek megszilárdulása után ércképző elemeket (réz, ólom, cink, arany, ezüst) tartalmazó oldatok járták át a kőzetek repedéseit, üregeit, ahol aztán megszilárdulva érctelepek alkottak. Ezeket kutató, harántoló vágatok, tárók találhatóak itt a környéken, Parádfürdőn és Recsken.
- 1. Etelka-táró: Az ércbányászati tevékenység első nyoma a környéken. Réz- és ezüstércet termeltek ki itt.
- 2. Vaskapu-ereszke
- 3. Mélyszinti kutatás
- 4. Timsós-táró
- 5. Szent István-csevice
- 6. Ördöggátak
- 7. Ilona-völgyi homokkő feltárás
- 8. Ilona-völgyi-vízesés